# 너와 나 그리고 또 하나
너와 나 그리고 또 하나는 1974년 공개된 대한민국의 영화이다.

## 배역
- 신성일
- 나하영
- 이순재
- 방수일
- 강계식
- 김웅
- 권오상
- 김기종
- 서정웅
- 박병기
- 임성포
- 박일
- 정금숙
- 채정애
- 이소금